# Fényes zsákhordó lepke
A Psyche casta, a valódi lepkék (Glossata) közé sorolt zsákhordó lepkefélék (Psychidae) családjának egyik, Magyarországon általánosan elterjedt faja.

## Elterjedése, élőhelye
Eredetileg többnyire Közép- és Észak-Európában találhatók, Észak-Amerikában először Bostonban fedezték fel 1931-ben. 1964-re a tartomány Kanada délkeletétől Pennsylvania keleti részéig terjedt.

## Megjelenése
E faj nőstényének a zsákhordó lepkeféléktől szokatlanul vékony csápjai és csökevényes lábai is kifejlődtek. A nőstény teste vörösesbarna; a hím felső szárnya sűrűn pikkelyes, barna; az alsó sötétebb. Szárnyának fesztávolsága 12–14 mm.

## Életmódja
Egy évben egy nemzedéke kel ki úgy, hogy a hernyó telel át. A lepkék május-júniusban rajzanak, és a nőstény a párosodás idejére elhagyja a zsákját.
A polifág hernyó zuzmókon és fűféléken egyaránt megél. Zsákja 7–9 mm hosszú, és hosszában felrakott fűszárak borítják.
Tápláléka többsége füvekből, mohákból, zuzmókból és más alacsony növényekből áll, néha pajzstetveket is zsákmányol.